# Grand Prix Willem Tell
De Grand Prix Willem Tell (Frans: Grand Prix Guillaume Tell) of GP Tell was een meerdaagse wielerwedstrijd die gehouden werd in Zwitserland sinds 1971. De koers werd normaliter gehouden in augustus en was sinds 2000 een wedstrijd voor beloften. Sinds 2006 behoorde de wedstrijd tot de UCI Europe Tour, met een UCI-categorie 2.2. Na 2009 is de wedstrijd van de kalender verdwenen.

## Lijst van winnaars

### Meervoudige winnaars
| Overwinningen | Renner           | Land        | Jaren       |
| ------------- | ---------------- | ----------- | ----------- |
| 2             | Richard Trinkler | Zwitserland | 1979 + 1983 |
| 2             | Guido Winterberg | Zwitserland | 1984 + 1987 |
| 2             | Peter Verbeken   | België      | 1993 + 1995 |

### Overwinningen per land
| Overwinningen | Land                                                                    |
| ------------- | ----------------------------------------------------------------------- |
| 18            | Zwitserland                                                             |
| 4             | Italië                                                                  |
| 3             | België, Rusland                                                         |
| 2             | Denemarken                                                              |
| 1             | Frankrijk, Noorwegen, Oostenrijk, Slovenië, Verenigd Koninkrijk, Zweden |